# 杨村玉皇观
杨村玉皇观，位于山西省晋城市陵川县杨村镇杨村村中。

## 保护
2013年1月，杨村玉皇观公布为第三批晋城市文物保护单位，编号3-350。2021年8月4日，杨村玉皇观公布为第六批山西省文物保护单位，古建筑类，编号6-227。